# Narycius
Narycius is een geslacht van kevers uit de familie bladsprietkevers (Scarabaeidae). Het geslacht werd voor het eerst wetenschappelijk beschreven in 1835 door Dupont.

## Soorten
- Narycius opalus Dupont, 1835